# Eleutherodactylus emiliae
Espèce
Statut de conservation UICN

 EN B1ab(iii)+2ab(iii) : En danger
Eleutherodactylus emiliae est une espèce d'amphibiens de la famille des Eleutherodactylidae.

## Répartition
Cette espèce est endémique de la province de Sancti Spíritus à Cuba. Elle se rencontre de 350 à 850 m d'altitude dans la Sierra de Banao et l'Escambray. 

## Description
Les femelles mesurent jusqu'à 27 mm.

## Publication originale
- Dunn, 1926 : Additional Frogs from Cuba (Contrib. Smith College Dept. Zool. No. 139). Occasional Papers of the Boston Society of Natural History, vol. 5, p. 209-215 (texte intégral).